# جنگجوها (ترانه ایمجین دراگنز)
«جنگجوها» تک‌آهنگی از ایمجین دراگنز است که در سال ۲۰۱۴ میلادی منتشر شد.
این تک‌آهنگ جزو ترانه‌های اختصاصی جام جهانی فوتبال زنان ۲۰۱۵ و سروایور سریز (۲۰۱۵) بود. همچنین در چارت‌های سوئد، در ردیف ده ترانه اول قرار گرفت.